# Éternoz
Éternoz is een plaats en voormalige gemeente in het Franse departement Doubs (regio Bourgogne-Franche-Comté) en telt 324 inwoners (2005). De plaats maakt deel uit van het arrondissement Besançon.

## Geschiedenis
In 1973 werden de gemeenten Alaise, Coulans-sur-Lison, Doulaize en Refranche in een fusion-association opgenomen in de gemeente Éternoz, die op 1 januari 2025 fuseerde met de gemeente Saraz tot de gemeente Éternoz-Vallée-du-Lison. Hierbij kregen zowel de in 1973 opgeheven gemeenten als Saraz de status van commune déléguée van de nieuwe gemeente, waarvan Éternoz de hoofdplaats werd.

## Geografie
De oppervlakte van Éternoz bedraagt 29,5 km², de bevolkingsdichtheid is 11,0 inwoners per km².

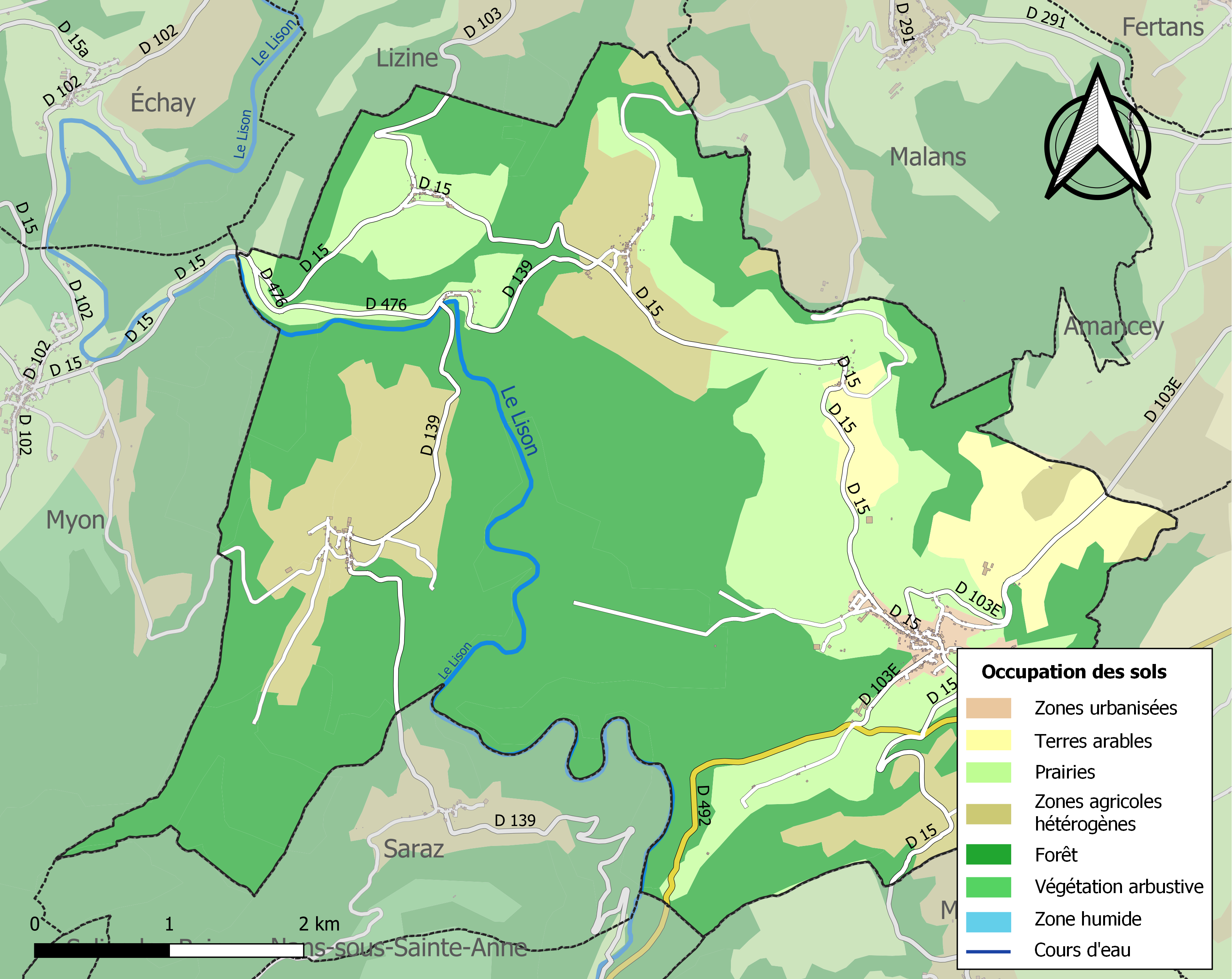
Kaart van de gemeente met de belangrijkste infrastructuur, bodemgebruik en omliggende gemeenten

## Demografie
Onderstaande figuur toont het verloop van het inwonertal.
Alaise · Coulans-sur-Lison · Doulaize · Éternoz · Refranche · Saraz